# Вальтер Джирарделлі
Вальтер Джирарделлі (італ. Valter Girardelli, 22 липня 1950, Роверето) - італійський адмірал, начальник генерального штабу ВМС Італії протягом 2016-2019 років. 

## Біографія
Вальтер Джирарделлі народився 22 липня 1950 року у місті Роверето, провінція Тренто. З 1974 по 1978 рік навчався у Військово-морській академії в Ліворно, яку закінчив у званні гардемарина. 
Також отримав вишу освіту у галузі міжнародних відносин та дипломатії.
Протягом 1978-1980 років ніс службу на фрегаті «Лупо». Протягом 1982-1983 років ніс службу на есмінці «Ардіто», протягом 1983-1985 - на борту крейсера-вертольотоносця «Андреа Доріа».
Отримавши звання лейтенанта, протягом 1985-1986 років командував водним танкером «Басенто». 1 січня 1987 року отримав звання капітана III рангу. Був начальником операційної служби есмінця «Аудаче» (1986-1987) та «Ардіто» (1990-1991).
31 грудня 1990 року отримав звання капітана II рангу. Протягом 1991-1994 років був начальником служби підготовки моряків в оперативному командуванні флоту. Протягом 1994-1995 років командував фрегатом «Шірокко», на борту якого здійснив походи у Перську затоку та до африканського узбережжя.
Протягом 1998-1998 років Вальтер Джирарделлі був директором підготовчих курсів Військово-морської академії. 1 липня 1998 року отримав звання капітана I рангу і з жовтня того ж року до вересня 2000 року був начальником департаменту загального планування та фінансування генерального штабу флоту. З вересня 2000 року по вересень 2001 року командував авіаносцем «Джузеппе Гарібальді».
З липня 2002 року Вальтер Джирарделлі був начальником департаменту програмування фінансування генерального штабу збройних сил Італії. 1 січня 2004 року отримав звання контрадмірала. З листопада 2006 року до лютого 2008 року був начальником департаменту програмування фінансування генерального штабу флоту.
1 січня 2013 року отримав звання ескадреного адмірала. З 2013 по 2015 рік був віце-секретарем національної агенції з озброєнь.
З березня 2015 року по червень 2016 року був керівником кабінету міністерства оборони.
З 22 червня 2016 року по 21 червня 2019 року Вальтер Джирарделлі був начальником генерального штабу ВМС Італії.

## Нагороди

### Італійські
- Кавалер Великого хреста Ордена «За заслуги перед Італійською Республікою»
- Маврикіанська медаль заслуг за 10 п'ятиліть бездоганної військової кар'єри
- Золота медаль «За заслуги перед Червоним хрестом»
- Срібна медаль за довголітнє судноводіння (10 років)
- Срібна медаль заслуг за довголітнє командування
- Золотий хрест за вислугу років
- Пам'ятна медаль за миротворчі операції в Лівані
- Стрічка заслуг генерального штабу збройних сил Італії

### Іноземні
- Великий офіцер ордена pro merito melitensi (Мальта)